# Премія Лейпцизького книжкового ярмарку
Премія Лейпцизького книжкового ярмарку (нім. Preis der Leipziger Buchmesse) — німецька літературна премія, заснована 2005 року. Вручається в березні, під час проведення Лейпцизького книжкового ярмарку.

## Історія
Премія Лейпцизького книжкового ярмарку вперше була присуджена 17 березня 2005 року. Вона замінила Німецьку книжкову премію, яку присуджували протягом трьох років (2002—2004). Премію присуджують німецьким авторам і перекладачам у трьох категоріях: белетристика, нонфікшн та есеїстика, переклад. Грошова частина кожної премії становить 20 000 євро (стан: 2019). Премією відзначаються лише новинки німецького книжкового ринку (не старше 6 місяців).
Вручення премії відбувається в перший день проведення ярмарку в скляному павільйоні Лейпцизької ярмарки. Журі складається з семи літературних критиків чи фахівців книговидавничої сфери.

## Лауреати

### Белетристика
| Рік  | Лауреат             | Назва                                       | Видавництво                 |
| ---- | ------------------- | ------------------------------------------- | --------------------------- |
| 2005 | Терезія Мора        | Alle Tage                                   | Luchterhand Literaturverlag |
| 2006 | Ілля Троянов        | Der Weltensammler                           | Carl Hanser Verlag          |
| 2007 | Інго Шульце         | Handy. Dreizehn Geschichten in alter Manier | Berlin Verlag               |
| 2008 | Клеменс Маєр        | Die Nacht, die Lichter                      | S. Fischer                  |
| 2009 | Сивілла Левічарофф  | Apostoloff                                  | Suhrkamp                    |
| 2010 | Георг Кляйн         | Roman unserer Kindheit                      | Rowohlt                     |
| 2011 | Клеменс Й. Зетц     | Die Liebe zur Zeit des Mahlstädter Kindes   | Suhrkamp                    |
| 2012 | Вольфганг Геррндорф | Sand                                        | Rowohlt                     |
| 2013 | Давид Вагнер        | Leben                                       | Rowohlt                     |
| 2014 | Саша Станішич       | Vor dem Fest                                | Luchterhand                 |
| 2015 | Ян Вагнер           | Regentonnenvariationen. Gedichte            | Hanser                      |
| 2016 | Гунтрам Феспер      | Frohburg                                    | Schöffling & Co.            |
| 2017 | Наташа Водін        | Sie kam aus Mariupol                        | Rowohlt                     |
| 2018 | Естер Кінскі        | Hain. Geländeroman                          | Suhrkamp                    |
| 2019 | Анке Штеллінг       | Schäfchen im Trockenen                      | Verbrecher Verlag           |
| 2020 | Луц Зайлер          | Stern 111                                   | Suhrkamp Verlag             |